# Bjarni Benediktsson (1908–1970)
Bjarni Benediktsson (Reykjavík, 1908. április 30. – Þingvellir 1970. július 10.) izlandi politikus, 1963-tól 1970-ig Izland miniszterelnöke volt. Az izlandi Függetlenségi Párt (Sjálfstæðisflokkurinn) vezetője 1961 és 1970 között.

## Élete
- 1932 egyetemi tanár lett.
- 1940. október 8-án Reykjavík polgármesterje lett.
- 1947. február 4-től 1953. szeptember 11-ig a külügyminiszter (Utanríkisráðherra) és igazságügyminiszter (Dómsmálaráðherra) a Stefánsson-kormányban majd a Thors-kormányban és a Steinþórsson-kormányban volt.
- 1953. szeptember 11-tol 1956. julius 24-ig igazságügyi és oktatási miniszter (Dómsmá- og Menntamálaráðherra) volt.
- Egy politikai szünetben a Morgunblaðið kiadója volt.
- 1959. november 20-án igazságügyi és egyházügyi miniszter (Dóms- og Kirkjuráðherra) sowie als egészségügy- und ipárügyeminiszter (Heilbrigðis- og Iðnaðarmálaráðherra) lett.
- 1961. szeptember 14. és december 31.  Ólafur Thors betegsége miatt ideiglenesen miniszterelnök volt.
- 1961. október 22-én a  Függetlenségi Párt elnöke lett.